# デ・ハビランド ジプシー・メジャー

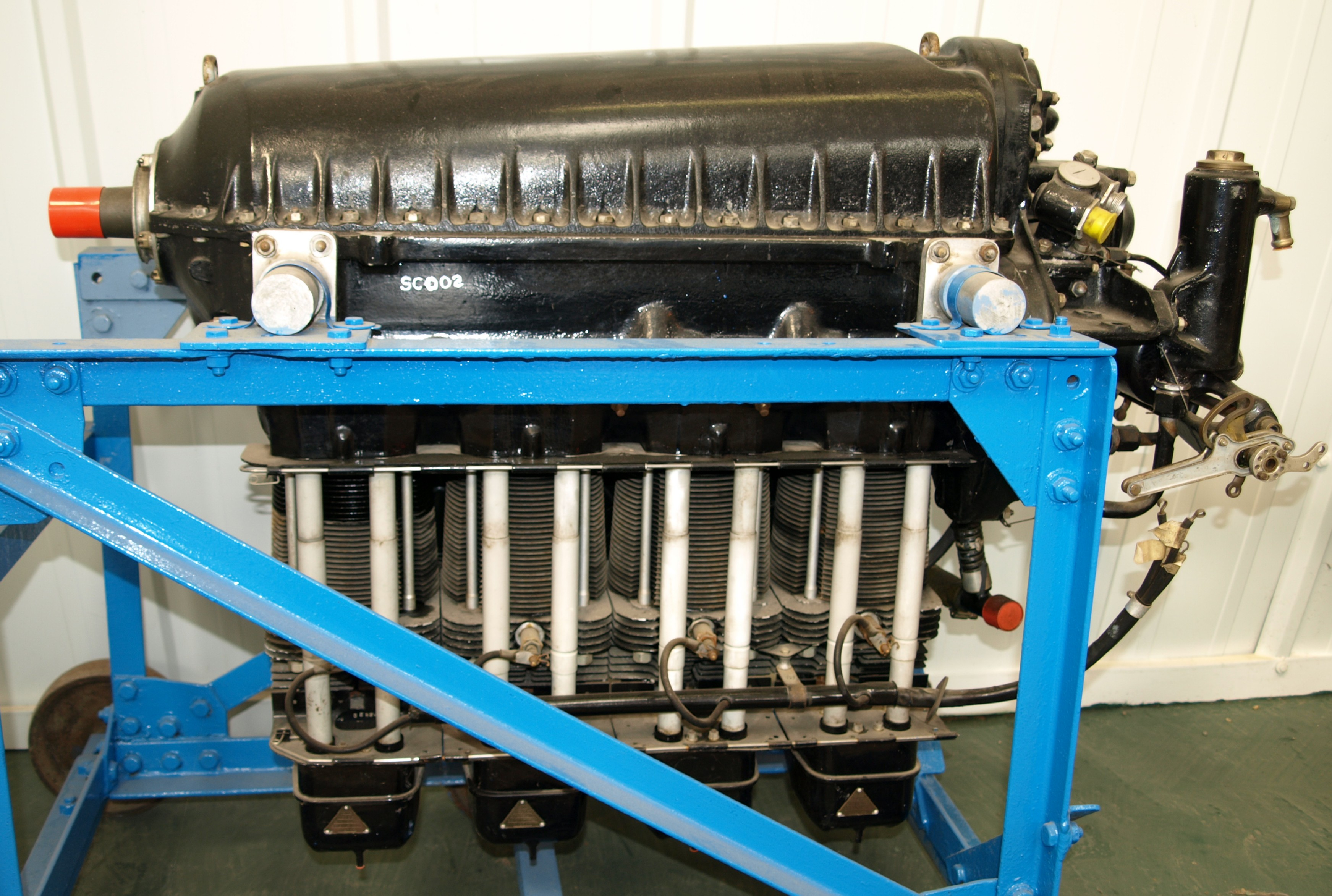
保存されているジプシー・メジャー

ジプシー・メジャー（Gipsy Major ）、またはジプシー IIIAは、デ・ハビランド・エアクラフトが開発した空冷直列4気筒エンジン。1930年代にデ・ハビランド DH.82 タイガー・モスなど軽飛行機向けのエンジンに使用された。
1932年にロールアウトして以来、ジプシー・メジャーは派生型を含めて14,615基が生産された。第二次世界大戦時はイタリアにおいてアルファロメオ 110の名称でライセンス生産された。

## 仕様 (Gipsy Major I)

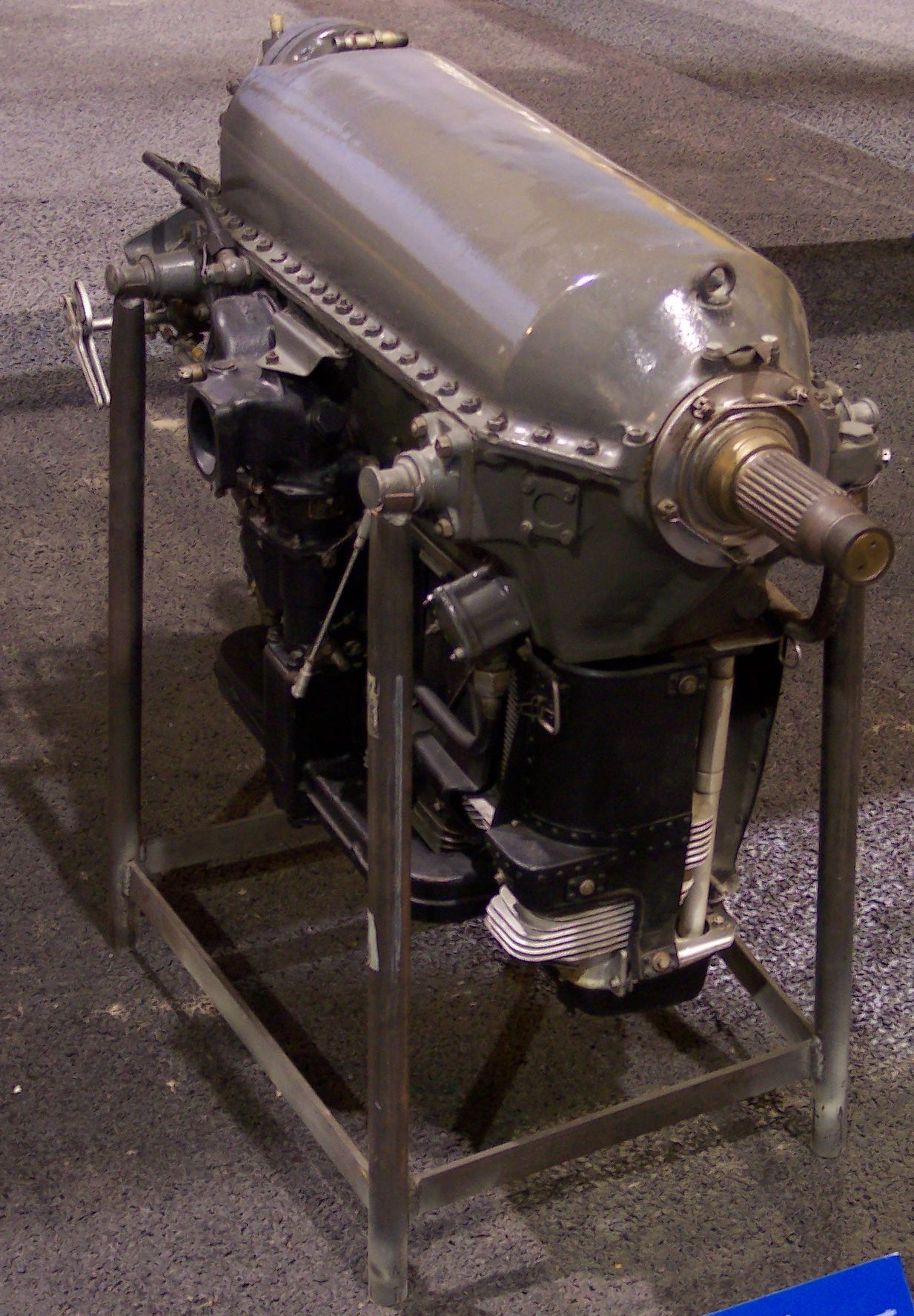
作業台上のジプシー・メジャー

出典： 
諸元
- タイプ： 空冷直列4気筒
- シリンダー直径： 4.646 in (118 mm)
- ストローク： 5.512 in (140 mm)
- 体積： 373.7 in³ (6.124 L)
- 全長： 48.3 in (1227 mm)
- 全幅： 20.0 in (508 mm)
- 全高： 29.6 in (752 mm)
- 重量： 300 lb (136 kg)（Mk 1F）、322 lb (146 kg)（Mk 1D）

機構
- バルブ: OHV
- 燃料システム： Downdraught Hobson A.I.48 H3M (Mk 1CとMk 7) または H1M (その他の形式)
- 潤滑システム： ドライサンプ、ギア型ポンプ
- 冷却システム： 空冷

性能
- 出力： 122 hp/2,100 rpm–145 hp (108 kW)/2,550 rpm
- 比出力： 0.39 hp/in³ (17.6 kW/L)
- 圧縮比： 5.25:1 (Mk 1と1Fの場合) または 6.0:1 (その他の形式の場合)
- 燃料消費率： 6.5 to 6.75 gph (28.4 to 30.7 L/ph)/2,100 rpm
- 潤滑油消費率： 1時間あたり1.75 pints (0.99 L)
- 出力重量比： 0.48 hp/lb (0.78 kW/kg)